# Kliucivka, Krasîliv
Kliucivka (în ucraineană Ключівка) este un sat în comuna Velîki Orlînți din raionul Krasîliv, regiunea Hmelnîțkîi, Ucraina.

## Demografie
Componența lingvistică a localității Kliucivka
     Ucraineană (100%)
Conform recensământului din 2001, toată populația localității Kliucivka era vorbitoare de ucraineană (100%).